# Anillo de cenotes
El anillo de cenotes es un área natural con protección estatal en Yucatán, México consistente en una alineación semicircular de cenotes relacionada con la teoría del impacto, hace unos 65 a 70 millones de años, del asteroide que produjo el cráter de Chicxulub al chocar contra el planeta en lo que hoy es la península de Yucatán, determinando el final de la Era Mesozoica y la formación de este anillo de cenotes al fracturar las rocas calizas de carbonato de calcio que conforman la plataforma peninsular.
Se considera un sistema hidrológico único en el mundo determinado por la alta permeabilidad del subsuelo en un área con alto flujo de agua, conformando una red de cavernas complejas, que actúan como ríos subterráneos, reservas de agua y salientes externas llamadas cenotes, que son grandes cavidades con aguas fangosas que conducen a estanques a flor de tierra. Por su antigüedad geológica se han convertido en sitios de descanso en la ruta de aves migratorias, acuáticas y locales y además presentan altos endemismos de anfibios y peces de agua dulce, lo que a su vez lo vuelve un ecosistema frágil a raíz de la detonación del turismo en la península de Yucátán y el aprovechamiento inmoderado de agua en la región.
La circunferencia tiene aproximadamente un radio de 90 km (180 km de diámetro) cuyo centro cae ligeramente al norte de la localidad de Chicxulub Puerto en el (municipio de Progreso). El perímetro del Anillo de Cenotes propiamente dicho se encuentra en tierra continental. La altitud media sobre el nivel del mar es de 13 m, con una mínima de 2 m s. n. m. (Dzilam de Bravo) hasta la máxima de 27 m s. n. m. (Chapab).
Como área natural protegida fue nombrada inicialmente por la CONABIO como "Región Hidrológica Prioritaria" de México, y una de las trece unidades de la región prioritaria de conservación “Acuífero Península de Yucatán” por la CONAGUA. Posteriormente "Reserva Estatal Geohidrológica" de Yucatán y reconocimiento internacional como sitio Ramsar. Sin embargo aún no forma parte del Programa Nacional de Áreas Naturales Protegidas de México. Abarca 27 municipios (de este a oeste) del estado de Yucatán: Celestún, Umán, Abalá, Chocholá, Maxcanú, Kopomá, Opichén, Muna, Chapab, Sacalum, Tecoh, Titee, Cuzamá, Homún, Huhí, Kantunil, Izamal, Dzoncauich, Tekal de Venegas, Quintana Roo, Sotuta, Sudzal, Tunkás, Cenotillo, Buctzotz, Dzilam González y Dzilam de Bravo.
Desde 2012 se encuentra en la lista Indicativa a ser Patrimonio de la Humanidad de México.

## Cenotes
Dentro de su declaratoria Ramsar se encuentran 99 cenotes, el ubicado en el centro aproximado es el denominado cenote Santo Toribio en el municipio de Cuzamá. El área individual de cada uno de lo 99 cenotes designados como de atención prioritaria dentro de este sitio Ramsar, es de aproximadamente 9 hectáreas, lo cual en conjunto hace un total de 891 hectáreas, que constituye la superficie total del sitio Ramsar.
| Número | Nombre           | Municipio        |
| ------ | ---------------- | ---------------- |
| 1      | Dzonotila        | Abala            |
| 2      | Kantzicmis       | Abala            |
| 3      | Mukuyche'        | Abala            |
| 4      | Yaal Utsil       | Abala            |
| 5      | Yo-ja'           | Abala            |
| 6      | Itzimbaba        | Abala            |
| 7      | Kankirixche      | Abala            |
| 8      | X-baba           | Abala            |
| 9      | Sisbik           | Buctzotz         |
| 10     | Calavera         | Buctzotz         |
| 11     | Chen Vázquez     | Buctzotz         |
| 12     | Chun ayua        | Buctzotz         |
| 13     | Chunya           | Buctzotz         |
| 14     | Dzadz chan       | Buctzotz         |
| 15     | Rey              | Buctzotz         |
| 16     | Kilómetro 8      | Celestún         |
| 17     | Noh'chunkuyche   | Celestún         |
| 18     | Sabtun I         | Celestún         |
| 19     | Uusil            | Cenotillo        |
| 20     | Aka'chen         | Chapab           |
| 21     | Poolol           | Chapab           |
| 22     | Piste            | Chapab           |
| 23     | Yaax-ja'         | Chapab           |
| 24     | Chan koh         | Chochola         |
| 25     | Ondzonot         | Chochola         |
| 26     | Yu'uyumal        | Chochola         |
| 27     | Chococh'ha       | Chochola         |
| 28     | Poolbox          | Chochola         |
| 29     | Candelaria       | Cuzama           |
| 30     | Papak'al         | Cuzama           |
| 31     | San Luis         | Cuzama           |
| 32     | Santa Cruz III   | Cuzama           |
| 33     | Santo Toribio    | Cuzama           |
| 34     | Santa Cruz       | Dzilam de Bravo  |
| 35     | Xkalakdzonot I   | Dzilam de Bravo  |
| 36     | Xkalakdzonot II  | Dzilam de Bravo  |
| 37     | Elepeten         | Dzilam de Bravo  |
| 38     | La Lupita        | Dzilam González  |
| 39     | Punta Hua        | Dzilam González  |
| 40     | Aguada Esperanza | Dzilam González  |
| 41     | Aguada Manuela   | Dzilam González  |
| 42     | Euan             | Dzoncauich       |
| 43     | Sac Nicte        | Homún            |
| 44     | Yaal-ajaw        | Homún            |
| 45     | Doncella         | Homún            |
| 46     | Mahuitzil        | Homún            |
| 47     | Yalkaw           | Homún            |
| 48     | Uaymil           | Homún            |
| 49     | X'katnup         | Huhí             |
| 50     | X-kolak          | Izamal           |
| 51     | X-lapak          | Kantunil         |
| 52     | Chi keh          | Kantunil         |
| 53     | Chochola         | Kantunil         |
| 54     | Kik              | Kantunil         |
| 55     | X-trompa         | Kantunil         |
| 56     | Che'en'-ja       | Kopomá           |
| 57     | Chulumay         | Kopomá           |
| 58     | Chupte           | Kopomá           |
| 59     | Alanhuas         | Kopomá           |
| 60     | Xelactun         | Kopomá           |
| 61     | Chakalhaas       | Maxcanú          |
| 62     | Chakxix          | Maxcanú          |
| 63     | Ch'e'en taman    | Maxcanú          |
| 64     | Corral kot       | Maxcanú          |
| 65     | Muna             | Muna             |
| 66     | Muna I           | Muna             |
| 67     | Yaal chak        | Muna             |
| 68     | Itzab            | Opichén          |
| 69     | Dzulutoc         | Quintana Roo     |
| 70     | K'aax eek'       | Quintana Roo     |
| 71     | Sasaltun         | Quintana Roo     |
| 72     | Yaxleulah        | Quintana Roo     |
| 73     | Crucero Yunku    | Sacalum          |
| 74     | Sabak-ja'        | Sacalum          |
| 75     | San Manuel       | Sacalum          |
| 76     | San Marcos       | Sacalum          |
| 77     | Kutzi            | Sotuta           |
| 78     | Sahcabdzonot     | Sotuta           |
| 79     | Chincanul        | Sotuta           |
| 80     | Hosil            | Sotuta           |
| 81     | Kusan            | Sotuta           |
| 82     | Sabak'ha         | Sudzal           |
| 83     | Yokdzonot        | Sudzal           |
| 84     | Chen Carro       | Tecoh            |
| 85     | Santa Ana        | Tecoh            |
| 86     | Caldero          | Tecoh            |
| 87     | Isil             | Tecoh            |
| 88     | Uhua             | Tecoh            |
| 89     | X-cach           | Tecoh            |
| 90     | Yaax ha          | Tecoh            |
| 91     | Yaaxh xixil      | Tekal de Venegas |
| 92     | Luum-ja'         | Tekit            |
| 93     | Petka            | Tekit            |
| 94     | X-mozon          | Tekit            |
| 95     | X-pechil         | Tekit            |
| 96     | Timil            | Tekit            |
| 97     | X-azul           | Tunkás           |
| 98     | Mumundzonot      | Tunkás           |
| 99     | Eku'he           | Umán             |